# HD154842
HD154842 — хімічно пекулярна зоря спектрального класу A3, що має видиму зоряну величину в смузі V приблизно  8,7.
Вона  розташована на відстані близько 563,3 світлових років від Сонця.